# Akçe
Akçe [akče] (osmansko turško: آقچه)  je bila osnovna denarna enota Osmanskega cesarstva, ki se je začel kovati med vladanjem sultana Orhana I. (1326-1359).  Srebrnik je nastal verjetno po vzoru na bizantinski srebrn ali manj vreden zlat kovanec ἄσπρον  (grško: aspron  - bel),  ki ga je kovala dinastija Komnenov v Trapezundskem cesarstvu. Kovanec je imel čistočo 900/1000, maso 1,2 g in premer približno 18 mm. Denar je postopoma izgubljal svojo vrednost, tako da je na začetku 17. stoletja tehtal samo še 0,33 g in imel premer 13 mm. 
Tri akçe so bile ena para, štirideset par (sto dvajset akç) pa en kuruş, ki je kasneje postal osnovna denarna enota. Leta 1843 je bil srebrni  kuruş združen z zlato liro v kovanec iz dveh kovin.
Sulejmanova mošeja v Istanbulu, ki je bila zgrajena v 1550. letih,  naj bi stala 59 milijonov akç, kar je bilo vredno 700.000 (verjetno beneških) dukatov. 